# 地拉那州
地拉那州，是阿爾巴尼亞中部地区的一个州份。面积为1,652平方公里，人口数量为912,190（2021年）。该州與州、州、州、州相鄰。阿爾巴尼亞首都地拉那坐落於該州範圍內。该州下分为5个市镇：卡姆扎、卡瓦亚、羅戈日內、地拉那和沃拉，这些市镇再下分为29个行政分区。